# Cribelo

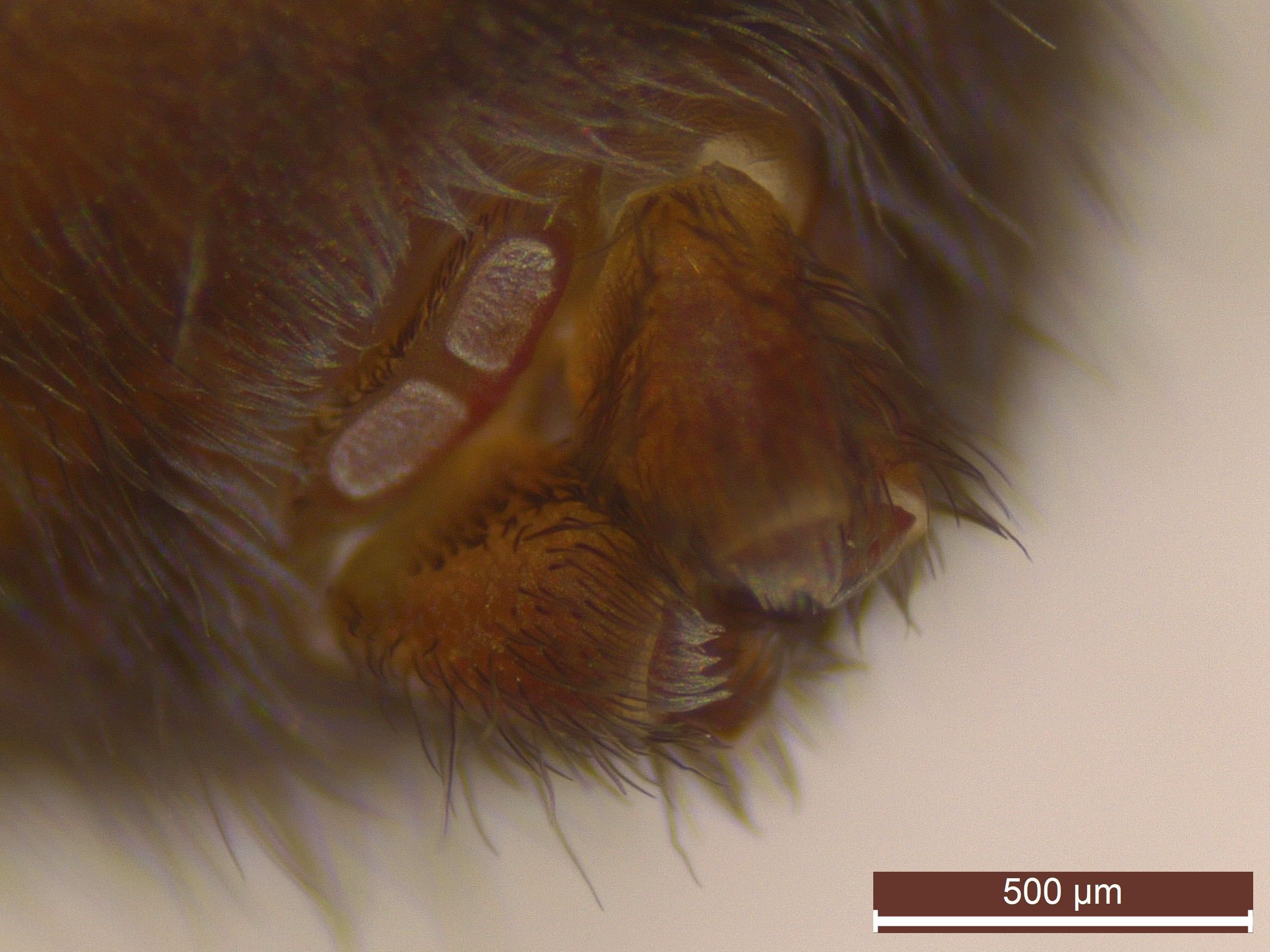
Amaurobius fenestralis, hembra, cribelo, extraído de la hojarasca de haya mediante un embudo Berlese, Gribskov cerca de Kagerup, Dinamarca, 2018.

El cribelo es un órgano de las arañas que se encuentra delante de las hileras, y se presume que es el homólogo al octavo par de hileras de las arañas primitivas, Mesothelae y Mygalomorphae. Produce una seda que tiene una estructura similar a la lana, también llamada seda cribelar, la cual se crea a partir de sus fúsculas funcionales. 
Las arañas que poseen cribelo, se denominan cribeladas, y poseen a su vez calamistro, un conjunto de pelos especiales, que se encuentran dispuestos en fila, en el metatarso del cuarto par de patas, que es altamente variado tanto en apariencia como en desarrollo. 
Algunas familias poseen un cribelo reducido denominado colulo, del cual se desconoce la función, habiendo incluso familias en que no se encuentra ningún homólogo a este órgano. La presencia de este órgano se utiliza para clasificar a las arañas del suborden Araneomorphae en cribeladas o acribeladas. Esta distinción es usada en los estudios de las relaciones evolutivas. 
En 1967 se descubrió que había ciertas familias que poseían miembros tanto cribelados como acribelados (Lehtinen, 1967). En la actualidad se piensa que el precursor de todas las Araneomorphae era cribelado (simplesiomorfía), habiéndose perdido secundariamente esta órgano en ciertas arañas Araneomorphae (Coddington & Levy, 1991). Sin embargo ciertas especies acribeladas parecen no haber evolucionado de ancestros cribelados (Foelix, 1979).
Se han descrito cerca de 180 géneros en 23 familias (1991) que poseen miembros cribelados. Aun cuando en Australia se encuentran gran cantidad de especies cribeladas aún sin describir, por lo que aquella fauna puede traer conocimientos de gran importancia, debido a que en esa zona se encuentran formas de vida que no se encuentran en ninguna otra zona del mundo, como los marsupiales (Coddington & Levy, 1991).